# 枯葉大刀螳
枯葉大刀螳，又名台灣大刀螳、大螳螂，是螳科大刀螳屬的一個物種，為亞洲東部至南部常見的大型螳螂。